# Етці

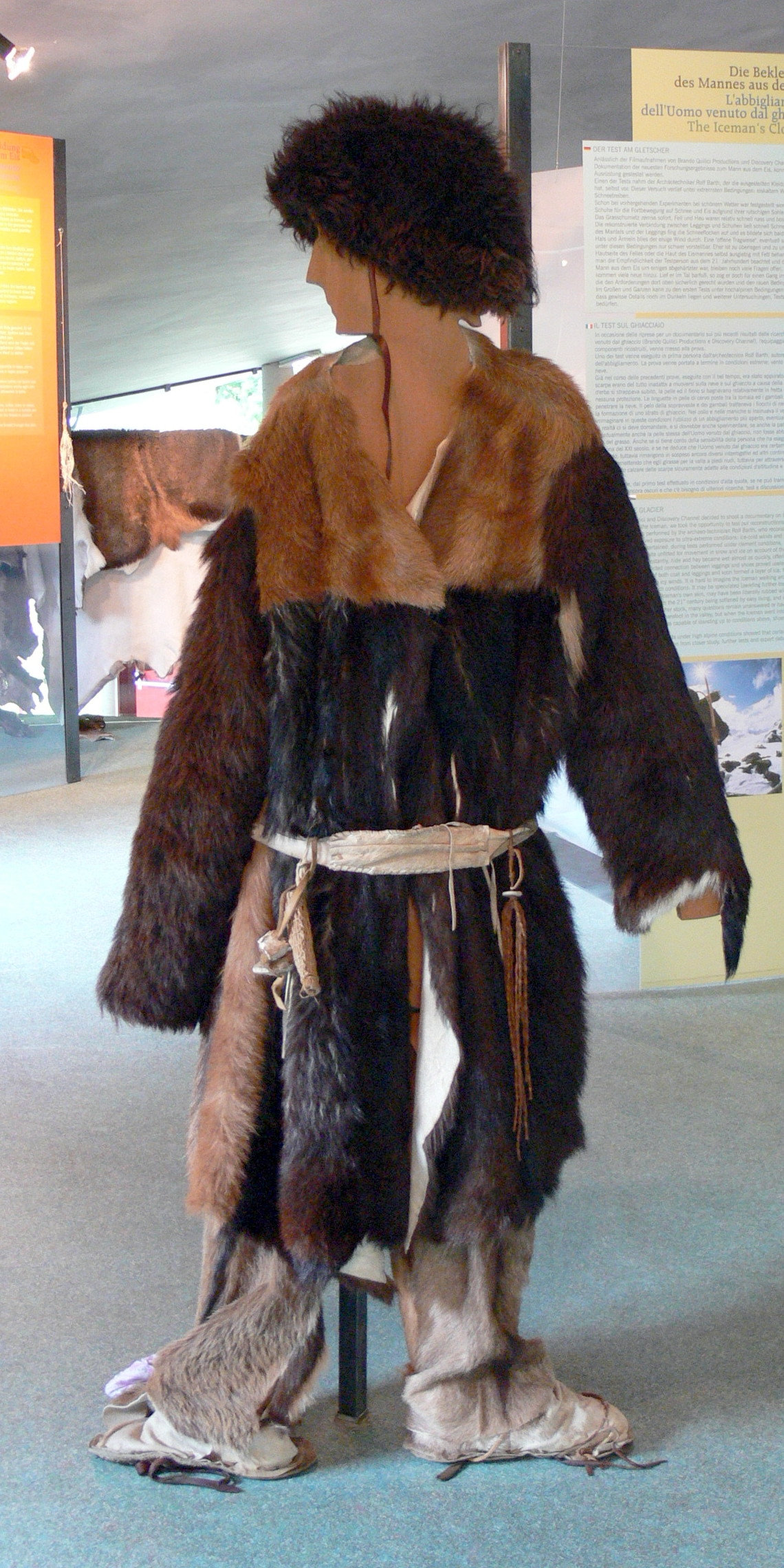
Одяг Етці (археологична реконструкція)

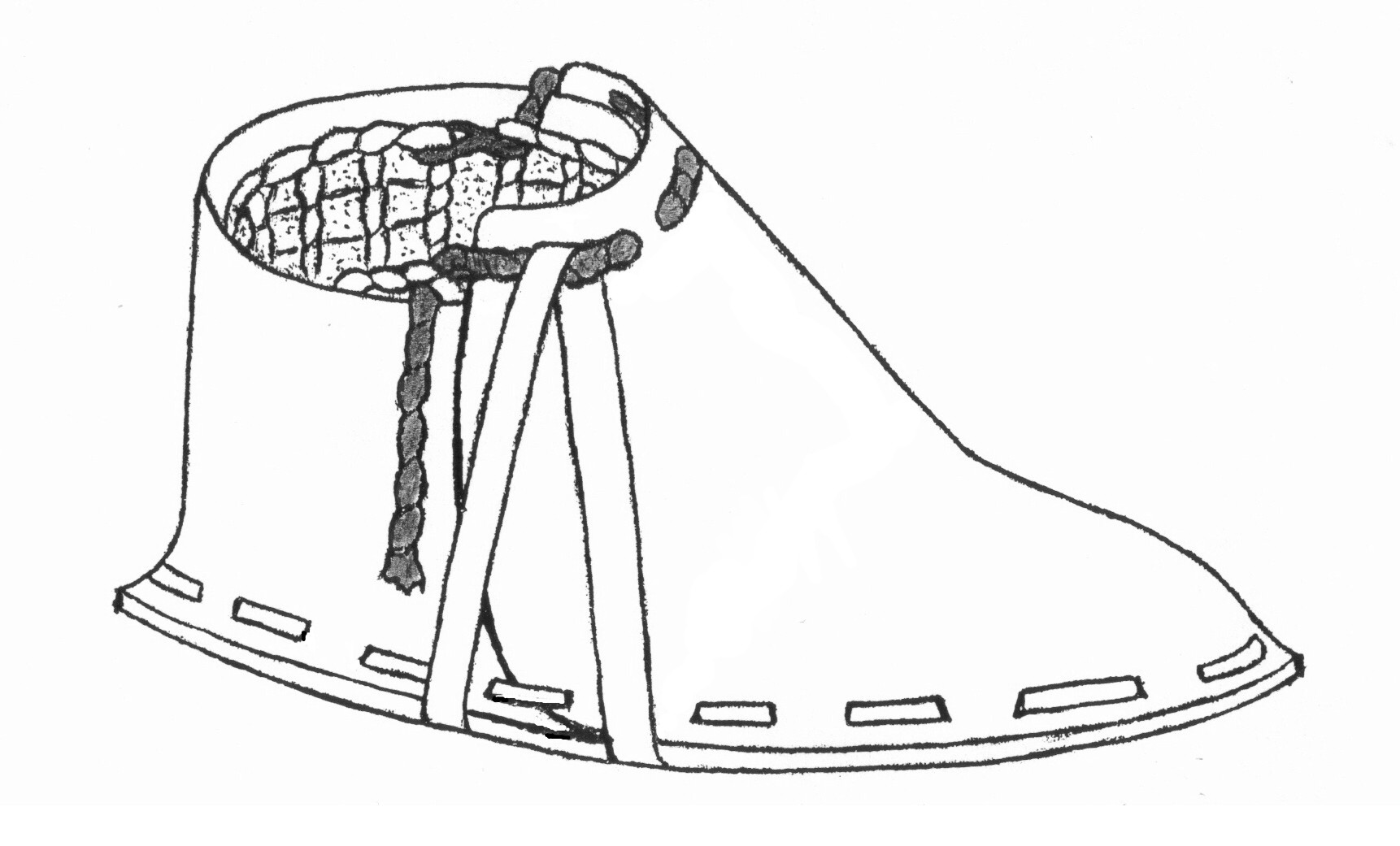
Взуття Етці

46°46′44″ пн. ш. 10°50′23″ сх. д. / 46.77889° пн. ш. 10.83972° сх. д.
Етці, Еці (нім. Ötzi вимова [ˈœtsi] д·і) — крижана мумія людини епохи пізнього неоліту.

## Загальний опис
Мумію знайшли в 1991 році туристи з Німеччини в Тірольських Альпах, на льодовику Сімілаун в долині Ецталь на висоті 3200 м над рівнем моря в результаті сильного танення криги. Аналіз ДНК в університетах Оксфордського і Цюрихського університетів показав, що вік мумії становить приблизно 5000 років.
В Австрії мумію називають Етці, а в Італії мумія відома як Сімілуанська людина або Тірольська льодова людина.
За сучасним кордоном мумія була знайдена у 92 метрах південніше кордону на італійському боці, тому мумію затребувала Італія. Вона знаходиться у Південнотірольському археологічному музеї у Больцано.
Етці є найстарішою мумією людини, знайденою в Європі. Відкриття призвело до перегляду доісторичних періодів, оскільки виявилося, що цивілізація кам'яної доби була розвиненіша, ніж вважалося до цього.

## Відтворення образу
За новітньою методикою, удосконаленою голландськими науковцями, створена модель обличчя Етці, яка з 1 березня 2011 року демонструється в Південнотірольскому археологічному музеї в місті Больцано (Італія).

## Історія знахідки
Етці був знайдений двома німецькими туристами з Нюрберга Гельмутом та Ерікою Сімонами, 19 вересня 1991 року. Спочатку мумію було прийнято за сучасне тіло, як й інші, знайдені в цьому регіоні раніше. Мумія добре збереглася завдяки тому, що була вморожена в лід. Під час вирубування тіла з льоду без археологічних інструментів, лише з допомогою відбійного молотка та льодорубів, було пошкоджено стегно, крім того присутні брали шматки одягу на сувеніри.
У подальшому мумію було передано до моргу м. Інсбрук (Австрія), де був визначений справжній вік мумії. Незважаючи на важливість знахідки, присутнім під час прес-конференції дозволялося фотографувати та торкатися мумії, в результаті чого на шкірі Еці з'явився грибок.
З 1997 року Еці виставлений в Південно-тірольському музеї археології в Больцано (італ. Bolzano), Італія.
На місці знахідки Еці встановлений пам'ятник з каменю висотою 4 метри у формі піраміди.

## Обстеження мумії

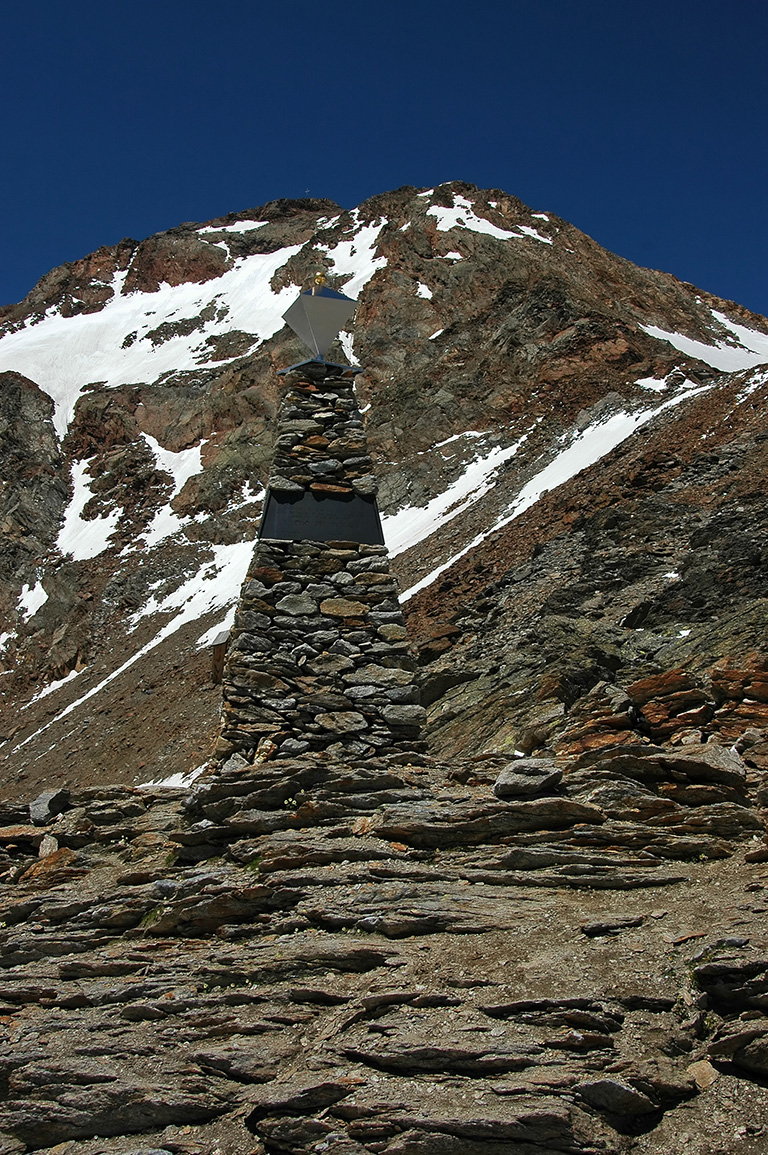
Пам'ятник з каменю, встановлений на честь Етці.

На момент смерті зріст Етці становив приблизно 165 см (5 ft 5 in), вага — 50 кг, а вік — 45—46 років. Фактично тулуб важив 13,750 кг, оскільки лід, який покрив тулуб одразу після смерті, призупинив процес тління. Аналіз пилку, часточок пилу та зубної емалі показав, що дитинство Етці провів недалеко від сучасного села Фельдтурнс, північніше Больцано, а потім жив у долинах, які знаходяться північніше на 50 км. У прямій кишці знайдені залишки висівок, корінців, фруктів і м'язової тканини 2 типів, що свідчить про харчування м'ясом оленя та сарни. Науковці вважають, що Етці міг належати до невеликого племені, яке в основному займалося сільським господарством. Останній прийом їжі був приблизно за 8 годин до смерті. При обстеженні кишки були знайдені ознаки паразитування кишкового гельмінта власоглава. Високий рівень міді та свинцю у волоссі дозволили зробити припущення, що Етці мав відношення до виробництва міді. Комп'ютерна томографія показала, що 3 чи 4 правих ребра були роздавлені після смерті. Також на тілі не було епідермісу, що було наслідком природної муміфікації в льоду. Деякі науковці дотримуються думки, що Етці міг бути жерцем. На користь цієї версії говорить знайдений при ньому амулет, а також відкриття австрійським етнографом Гансом Хайдом в цьому районі доісторичного святилища. Після обстеження пропорцій гомілки, стегна та кісток таза Крістофер Рафф дійшов висновку, що відповідно до способу життя, Етці мав часті тривалі подорожі по горбистій місцевості. К. Рафф вважає, що Етці був пастухом у високогірних районах, оскільки такий рухомий спосіб життя не був характерним для інших європейців мідної доби. З допомогою рентгенівського дослідження було встановлено, що Етці, можливо, страждав від артриту.

## Одяг та взуття
Одягнений Етці був доволі вишукано. Він носив плетений солом'яний плащ, а також шкіряний жилет, пояс, ногавиці, набедрену пов'язку та взуття. Крім цього була знайдена шапка з ведмежої шкіри із шкіряним ремінцем через підборіддя. Водонепроникне взуття, виходячи з його ширини, призначалось для ходіння по снігу. У ньому використовувалась ведмежа шкіра для підошви, оленяча для верху й луб'яні волокна як шнурівки. М'яка трава обв'язувалась навколо ноги та використовувалась як теплі шкарпетки. Жилет, пояс, обмотки й набедрена пов'язка зроблені зі смужок шкіри, зшитих разом сухожиллями. До поясу був пришитий мішечок з корисними речами: скребком, свердлом, кременем, кістяною стрілою та сухим грибом, який використовувався як трут. Британський археолог Жакі Вуд висунув гіпотезу, що «взуття» Етці було верхньою частиною снігоступів. Відповідно до цієї теорії, річ, що ідентифікується як частина рюкзака, насправді є дерев'яною рамою та сіткою снігоступів, а також накидкою зі шкіри тварини для захисту обличчя.

### Татуювання
На тілі Еці було знайдено близько 57 (за іншими даними 61) татуювань у вигляді крапок, ліній та хрестів. Чотири лінії знаходяться зліва та одна справа від хребта, три на лівій литці, на правій стопі й на внутрішній та зовнішній стороні правої литки відповідно. На внутрішній стороні правого коліна та біля лівого ахіллового сухожилля є татуювання у вигляді хреста. На відміну від сучасних, татуювання Етці були зроблені не з допомогою голки, а способом нанесення невеликих надрізів, які потім засипались деревним вугіллям. Татуювання на тілі Етці були в тих місцях й частинах тіла, які були особливо важливими для нього й, можливо, доставляли йому біль. Вважається, що, Етці багаторазово лікувався знеболюючими засобами. Є гіпотези, що татуювання на тілі Еці — це не символи, а терапія болю. Деякі науковці вважають, що візерунки на тілі означали перехід юнака в доросле життя, визнання його чоловіком.

## Спорядження
Мідна сокира з тисовою ручкою, камінний ніж з ручкою з ясена, сагайдак з 14-ма стрілами з кістяними наконечниками та калиновими й кизиловими древками, а також 182-сантиметровий тисовий лук, ягоди й два кошики з березової кори. Крім того, серед речей Етці були найдені зв'язки з двох видів трутовиків. Один з них — березовий трутовик, який має антибактеріальні властивості та, ймовірно, використовувався в лікарських цілях. Другий вид — трутовик справжній, який входив до складу кресала. Для трута використовувалось близько десятка різноманітних рослин у доповнення до кресала й піриту. Найдені у Етці камінні знаряддя (кременевий скребок із «примітивною» односторонньою обробкою, мустьєрські наконечники для стріл, кременевий ніж з обробкою в стилі «призматичного нуклеусу» з дерев'яною ручкою) відносяться до різних періодів палеоліту. Крім того, в нього була з собою мідна сокира, схожа на знахідки з поховання Ремеделло Сотто в Північній Італії (датовані останньою третиною 3 — початком 2 тис. до н. е.). Якби кожна з речей була знайдена окремо, то Етці одночасно міг бути віднесений до палеоліту, мезоліту, неоліту та енеоліту. Але, що парадоксально, все спорядження було в однієї доісторичної людини.

### Мідна сокира

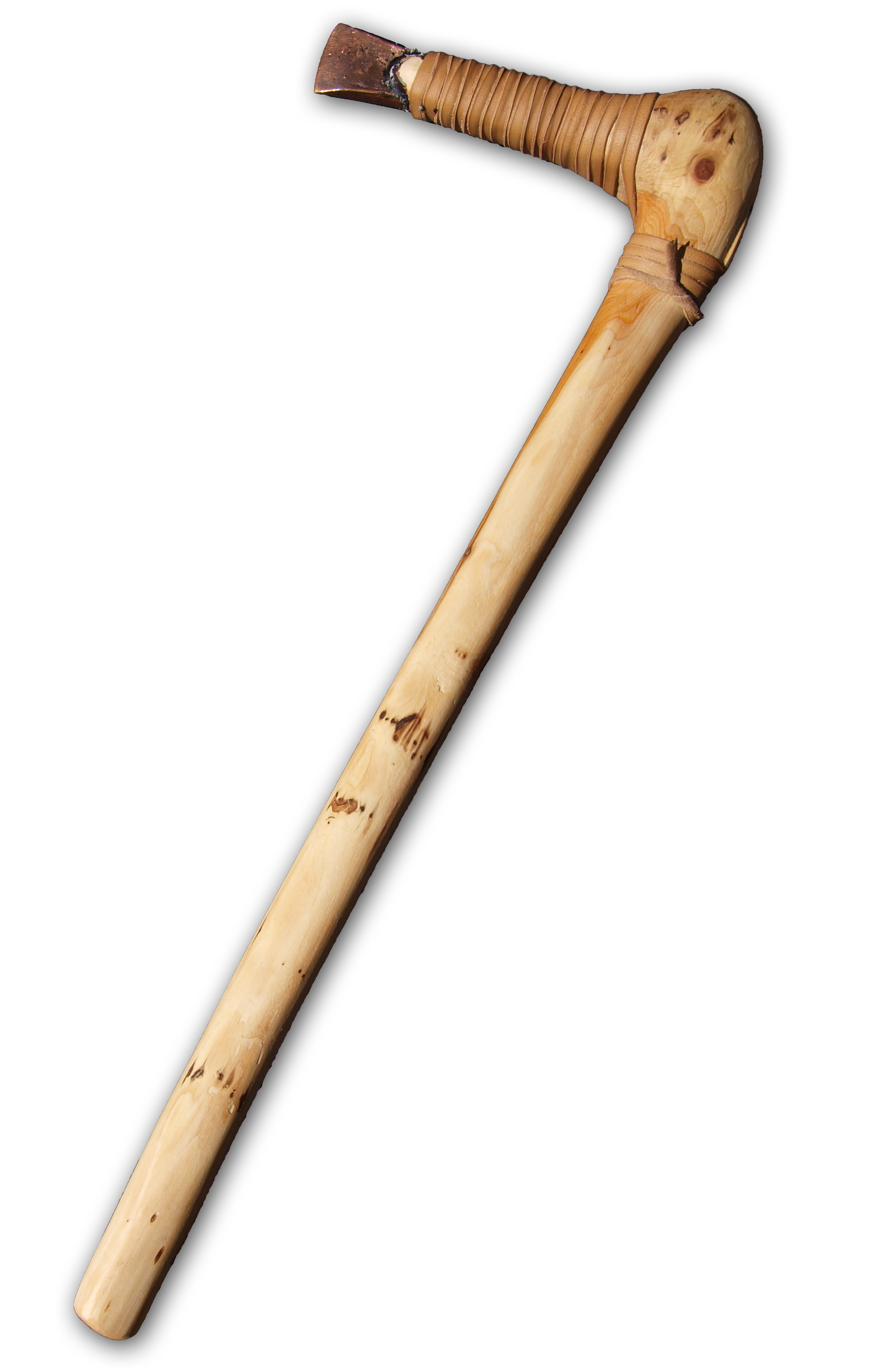
Реконструкція мідної сокири Етці

Мідна сокира є єдиною прекрасно збереженою мідною сокирою доісторичного періоду. Лезо сокири у формі трапеції завдовжки 9,5 см на 99,7 % є з міді. Ретельно відшліфована ручка завдовжки 60 см зроблена з тису, для закріплення на ній леза була обмотана вузькими смугами шкіри. Також на лезі сокири зафіксовані сліди заточки. За словами науковця Джильберто Артіолі з Міланського університету, робоча група університетів Мілану й Трієнту досліджувала мідну сокиру Етці та інші сокири того часу. За допомогою швидких нейтронів та рентгенівського випромінювання з високою енергією, виконане дослідження структури мідних кристалів всередині сокири без пошкодження самої речі, що дозволяє в деталях реконструювати процес створення речі. Розбіжності в структурі кристалів міді дозволяють зробити висновок, що товщина леза сокири змінилась в процесі заточки. Можна припустити, що сокири з міді в 3000 до н. е. могли належати людям з вищих верств суспільства, також вони використовувались як зброя. Це дає підстави вважати, що Етці був або керівником групи або воїном.

### Лук
Найбільша річ, найдена разом з тілом Етці, — лук завдовжки 1,82 м з тиса. Сліди обробки чітко вказують, що мова йде про незакінчену річ. Та все ж заготовка лука дає зрозуміти, який тип лука хотів зробити собі Етці. Шляхом вискоблювання та полірування хвощем поверхня лука повинна була стати гладкою. Також відсутня тятива, яка в доісторичних луків, як правило, на одному кінці закріплювалась петлею, а на другому — обкручуванням сухожилля навколо лука. Лук досліджував австралійський мікробіолог Том Лой, який при огляді встановив неприємний прогірклий запах. Його дослідження встановили, що лук Етці був у крові. Цьому було дано два пояснення: кров у висушеному стані здатна захищати дерев'яний лук від намокання або це була кров Етці від поранення руки. Археолог Харм Паульсен зробив по зразку лука Етці 9 луків та випробувавши їх, зробив висновок, що лук Етці по своїх технічних характеристиках схожий на сучасні спортивні луки та може застрелити дику тварину на відстані 30—50 м. З такого лука можна стріляти й на відстань 180 м. При натягуванні тятиви на 72 см пальці відчувають силу в 28 кгс.

### Сагайдак
Сагайдак зроблено у вигляді прямокутного довгастого шкіряного мішка. Всередині було виявлено 12 заготовок та всього 2 готові до використання стріли. Заготовки були зроблені з гілок калини та були 84—87 см завдовжки. Вони були зі знятою корою, але ще не повністю гладкі. На кінцях є зарубки. Ще в сагайдаку були 4 кінчики оленячих рогів, зв'язані разом смугами луб'яних волокон. Зігнутий оленячий ріг, імовірно, був універсальною річчю та використовувався також для знімання шкур з упольованих тварин. Також був знайдений 2-метровий шнурок з луб'яних волокон, який був нерівномірно оброблений, а тому як тятива не міг використовуватись, оскільки він би розірвався.

## Факти з життя Етці
Численні дослідження мумії, які були проведені до сьогодні, багато чого розповідають про життя льодяної людини.

### Де народився та виріс
Ізотопний склад зубної емалі показав, що Етці не міг провести своє дитинство на землі із вмістом вапна, що у свою чергу робить можливим припущення, що місцем, де народився та виріс Етці був Віншгау (інша назва — Валь Веноста) чи нижня долина Ейсакталь. Найближчими родичами Етці є жителі сучасної Південної Європи, які живуть на островах Сардинія та Корсика в Тірренському морі, а не мешканці альпійських регіонів. На думку спеціалістів цей факт відповідає уявленням про міграційні тенденції того періоду: пращури Етці пришли в Альпи з Близького Сходу з поширенням землеробства, а звідти пізніше мігрували в напрямку Середземномор'я.

### Де жив Етці
Кремінь з місцевості навколо озера Гарда (Італія), типологія леза сокири, набір дерев, які Етці вибирав собі для виготовлення речей та спорядження, а також квітковий пилок, знайдений в його шлунково-кишковому тракті, — все вказує на те, що Етці жив на південь від головного хребта Альп.
В інституті ботаніки при університет ім. Інсбрук було проаналізовано вміст кишки та виявлено більш ніж 30 різних видів пилку з дерев. Види дерев вказують на їхню приналежність до змішаного типу лісів, який переважає в Віншгау, а саме в долині Шнальсталь. Те, що Етці жив на південь від Альп, в першу чергу доводить наявність пилку хмелеграба, який поширений тільки на півдні Альп, а саме у Віншгау.

### Мова спілкування
Етці, можливо, розмовляв однією з індоєвропейських мов, але більш імовірно, що він був носієм однієї з палеоєвропейських мов, наприклад, мови, близької до північно-піценської.

### Як виглядав
Чіткий вік, в якому помирає доросла людина, визначити важко, оскільки всі процеси дорослішання та росту вже завершені. Для визначення віку Етці була вивчена структура його кісток, яка показала, що йому на момент смерті було близько 45 років (з максимальним відхиленням плюс-мінус 5 років). Відповідно Етці досяг досить похилого, як для людини неоліту, віку.

### Волосся
Тіло Етці було знайдено практично без волосяного покрову. Але разом з тілом були знайдені жмути волосся. Дослідження федерального відомства кримінальної поліції Німеччини у Вісбадені та німецького науково-дослідного інституту шерсті в Аахені показали, що жмути волосся належать не тільки тваринам, але й людині. Одне з пасом волосся складається з сотень волосин. З цього можливо зробити висновок, що волосся Етці досягало 9 см завдовжки, було хвилястим, темного забарвлення (відтінки від темно-коричневого до чорного). Структура показує, що Етці не заплітав волосся в косу, а скоріш всього носив вільно. З великою долею достовірності — у нього була коротка борідка, на що вказують знайдені поруч з тілом короткі кучеряві пасма. Решта волосся ідентифікується як волосся з плечей та інших частин тіла. Аналіз на наявність металу в структурі волосся показав, що в ньому набагато менше свинцю, ніж у сучасної людини, а миш'яку, навпаки, більше. Можливо Етці жив у місцях обробки миш'яковистої бронзи та добування міді.

### Стан здоров'я
Досягнувши віку близько 45 років, Етці вважався одним із найстарших у своєму суспільстві. Його тіло показувало всі ознаки старіння: суглоби були зношені, кровоносні судини були уражені атеросклерозом. Крім того, в Етці не було 12-ї пари ребер, що є рідкісною аномалією в наш час. Також на тілі є сліди пошкоджень, які Етці отримав під час життя: були встановлені гарно зажилий перелом ребер з лівого боку грудної клітки та перелом носа. Також на лівій нозі був пошкоджений великий палець, що могло трапитись в результаті обмороження.

### Зуби
На верхній щелепі між різцями є щілина 4 мм, яка часто передається генетично. Друга особливість — відсутність зубів мудрості. У сучасних популяціях ця аномалія спостерігається доволі часто та вважається еволюційною тенденцією до зменшення щелепи. Особливо дивує велика зношеність зубів, оскільки коронка зубів зменшилась на 3 мм. Але разом з тим, карієсу знайдено не було. Зліва верхня щелепа була дуже зношена, що свідчить про часте використання зубів як інструментів для обробки дерева, кісток, шкіри, жил та ін.

### Причина смерті
Первісні версії про те, що Етці замерз у горах, були заперечені. Хранитель археологічного музею Больцано Едуард Вігл та альпініст Ало із Пірпамер, який знайшов в руці мумії ніж, висунули версію про вбивство. У Етці були знайдені пошкодження хребта, зламані ребра та ніс, палець на нозі відморожений, пошкоджена права рука, а також забиття та рани по всьому тілу. Можливо Етці загинув після дводенної сутички. Були знайдені залишки крові чотирьох людей: кров двох знайдена на сагайдаку, ще кров самого Етці, а кров четвертої людини — на накидці. Криміналісти допускають, що Етці рятував пораненого товариша та ніс його на плечі.
У 2001 році дослідник Пауль Гостнер встановив, що в лівому плечі мумії застряг наконечник стріли. Стріляли ззаду, наконечник ввійшов так глибоко, що Етці не зміг його витягти. Можливо на цьому місці п'ять тисячоліть тому відбулась сутичка двох громад. Тіло Етці загубилось у горах і одноплеменці не змогли його знайти. Можливо Етці не загинув, а був з почестями похований одноплеменцями.